# Nguyễn Hồng Thái (tướng quân đội)
Nguyễn Hồng Thái (sinh ngày 7 tháng 5 năm 1969) là Thượng tướng, hiện là Ủy viên Trung ương Đảng khóa XIII, Thứ trưởng Bộ Quốc phòng, nguyên Phó Bí thư Đảng ủy, Tư lệnh Quân khu 1, nguyên Tư lệnh Bộ Tư lệnh Thủ đô Hà Nội

## Xuất thân
Nguyễn Hồng Thái quê quán ở thôn Tượng Cước, xã Xuân Trúc, huyện Ân Thi, tỉnh Hưng Yên.
Ông hiện cư trú ở phường Xuân La, quận Tây Hồ, thành phố Hà Nội.
Ông có bố vợ là Đại tướng Đỗ Bá Tỵ, Nguyên Phó Chủ tịch Quốc Hội, Nguyên Tổng Tham mưu trưởng Quân đội Nhân dân Việt Nam.

## Giáo dục
- Giáo dục phổ thông: 10/10
- Cử nhân cao đẳng kỹ thuật công binh, Trường Sĩ quan Công binh
- Kỹ sư Xây dựng công trình quân sự, Học viện Kỹ thuật Quân sự
- Chỉ huy Tham mưu, Học viện Quốc phòng
- Cao cấp lí luận chính trị

## Sự nghiệp
Ông gia nhập Đảng Cộng sản Việt Nam vào ngày 7/12/1987.
Trước năm 2016, ông là Chỉ huy trưởng Bộ Chỉ huy Quân sự tỉnh Phú Thọ, Quân khu 2.
Ngày 22 tháng 5 năm 2016, khi lần đầu ứng cử đại biểu Quốc hội Việt Nam ông đã trúng cử đại biểu Quốc hội khóa 14 năm 2016 (ở đơn vị bầu cử số 2, tỉnh Phú Thọ gồm có thị xã Phú Thọ và các huyện: Phù Ninh, Lâm Thao, Đoan Hùng, được 229.740 phiếu, đạt tỷ lệ 76,56% số phiếu hợp lệ), ông đang là Ủy viên Ban Thường vụ Tỉnh ủy, Phó Bí thư Đảng ủy Quân sự tỉnh Phú Thọ, Đại tá, Chỉ huy trưởng Bộ Chỉ huy Quân sự tỉnh Phú Thọ.
Ngày 05 tháng 9 năm 2016, ông được Thủ tướng Chính phủ bổ nhiệm giữ chức là Phó Tư lệnh Quân khu 2, đồng thời được thăng quân hàm Thiếu tướng.
Tháng 6 năm 2018, ông chuyển sang làm Phó Tư lệnh kiêm Tham mưu trưởng Quân khu 2.
Ngày 14 tháng 11 năm 2018, ông được Bộ trưởng Bộ Quốc phòng (Việt Nam) Ngô Xuân Lịch bổ nhiệm giữ chức Tư lệnh Bộ Tư lệnh Thủ đô Hà Nội.
Tháng 4 năm 2019, Ủy ban thường vụ Quốc hội Việt Nam khóa XIV đã ban hành Nghị quyết số 682/NQ-UBTVQH14 chuyển sinh hoạt của đại biểu Nguyễn Hồng Thái từ Đoàn đại biểu Quốc hội tỉnh Phú Thọ về Đoàn đại biểu Quốc hội thành phố Hà Nội từ ngày 18 tháng 4 năm 2019.
Ngày 10 tháng 4 năm 2019, Tại hội nghị Bí thư Thành ủy Hà Nội đã trao Quyết định của Ban Bí thư chỉ định Thiếu tướng Nguyễn Hồng Thái, Tư lệnh Bộ Tư lệnh Thủ đô Hà Nội tham gia BCH Đảng bộ thành phố, tham gia Ban Thường vụ Thành ủy Hà Nội khóa XVI, nhiệm kỳ 2015-2020.
Từ ngày 06 tháng 8 đến ngày 28 tháng 10 năm 2019, ông tham gia Lớp bồi dưỡng kiến thức mới cho cán bộ quy hoạch cấp chiến lược khóa XIII của Đảng tại Học viện Chính trị quốc gia Hồ Chí Minh.
Sáng ngày 3 tháng 10 năm 2019, Đại tướng Ngô Xuân Lịch, Ủy viên Bộ Chính trị, Phó Bí thư Quân ủy Trung ương, Bộ trưởng Bộ Quốc phòng dẫn đầu Đoàn công tác Bộ Quốc phòng đến thăm, làm việc và chủ trì bàn giao chức vụ Tư lệnh Quân khu 1. Thiếu tướng Nguyễn Hồng Thái, Tư lệnh Bộ Tư lệnh Thủ đô Hà Nội tiếp nhận nhiệm vụ Tư lệnh Quân khu 1 thay Trung tướng Trần Hồng Minh nhận nhiệm vụ Chủ nhiệm Tổng cục Công nghiệp Quốc phòng.
Ngày 30 tháng 01 năm 2021, Tại Đại hội đại biểu toàn quốc lần thứ XIII của Đảng, đồng chí được bầu là Ủy viên Ban Chấp hành Trung ương Đảng Cộng sản Việt Nam khoá XIII, nhiệm kỳ 2021-2026.
Ngày 26/04/2025 tại Quyết định số 839/QĐ-TTg, Thủ tướng Chính phủ bổ nhiệm Trung tướng Nguyễn Hồng Thái, Ủy viên Ban Chấp hành Trung ương Đảng, Ủy viên Quân ủy Trung ương, Tư lệnh Quân khu 1 giữ chức Thứ trưởng Bộ Quốc phòng. Thời hạn bổ nhiệm là 5 năm. Quyết định này có hiệu lực kể từ ngày 26/4/2025.
Sáng ngày 14 tháng 07 năm 2025, tại Phủ Chủ tịch, Chủ tịch nước Lương Cường, Chủ tịch Hội đồng Quốc phòng và An ninh, Thống lĩnh các Lực lượng vũ trang nhân dân, chủ trì lễ công bố, trao quyết định thăng quân hàm từ cấp Trung Tướng lên cấp Thượng tướng đối với Thứ trưởng Bộ Quốc phòng Nguyễn Hồng Thái.
Thiếu tướng (2016), Trung tướng (2020), Thượng tướng (14/07/2025).